# Chlumec nad Cidlinou
Chlumec nad Cidlinou település Csehországban, a Hradec Králové-i járásban. Chlumec nad Cidlinou Žiželice, Olešnice, Lišice, Nepolisy, Nové Město nad Cidlinou, Mlékosrby, Převýšov, Klamoš, Lovčice és Kladruby nad Labem településekkel határos. Lakosainak száma 5592 fő (2024. január 1.).

## Népesség
A település lakosságának változását az alábbi diagram mutatja:
| Lakosok száma | 3916 | 4599 | 5082 | 4773 | 5346 | 5252 | 5381 | 5462 | 5561 | 5592 |
|               | 1869 | 1890 | 1921 | 1950 | 1980 | 2001 | 2017 | 2019 | 2022 | 2024 |